# 特別会計
特別会計（とくべつかいけい）とは、日本の国または地方公共団体の官庁会計において、一般会計とは別に設けられ、独立した経理管理が行なわれる会計のことをいう。

## 概要
各特別会計ごとに予算をもち、一般会計における単一予算主義の原則に対する例外となっている。単一予算主義の原則とは、国・地方公共団体の会計について、すべての歳入・歳出などを単一の会計で経理する原則をいう。しかし、特定の歳入（特定の税収・特許料などの特定財源、財政投融資、特別公債・政府証券など）をもって特定の事業を行なう場合、この原則に固執すると、かえって個々の事業の収支損益や資金管理などが不明となり、好ましくない場合がある。そのようなことを避けるため、例外的に一般会計から切り離して独立の会計を設けて経理を行うのが特別会計である。もっとも、一般会計と特別会計相互の繰り入れもあるため、完全に独立しているわけではない。
| 決算年度   | 総支出済歳出額（兆円） |
| ---------- | ---------------------- |
| 平成26年度 | 406.7                  |
| 平成27年度 | 402.9                  |
| 平成28年度 | 410.2                  |
| 平成29年度 | 386.5                  |
| 平成30年度 | 378.4                  |
| 令和元年度 | 385.9                  |
| 令和2年度  | 381.8                  |
| 令和3年度  | 482.3                  |
| 令和4年度  | 454,8                  |
| 令和5年度  | 429.2                  |

## 法的根拠
- 国 - 国が特定の事業をおこなう場合、特定の資金を保有してその運用をおこなう場合、その他特定の歳入を以て特定の歳出に充て一般の歳入歳出と区分して経理する必要がある場合に限り、法律を以て、特別会計を設置するものとする（財政法第13条第2項）。なお、根拠法律は特別会計に関する法律。平成19年3月31日までは「国債整理基金特別会計法」のように各会計ごとに法律が制定されていたが、平成19年4月1日から一本化された。
- 地方公共団体 - 特別会計は、普通地方公共団体が特定の事業をおこなう場合、その他特定の歳入をもつて特定の歳出に充て一般の歳入歳出と区分して経理する必要がある場合において、条例でこれを設置することができる（地方自治法第209条第2項）。

## 特別会計の種類

### 国における特別会計
令和6年度現在、国には13の特別会計があり、また、1つの特別会計の中でもさらに区分して経理する方が適切な場合には、それらを「勘定」として区分している。令和6年度年度当初予算において、特別会計の歳出額は約436.0兆円となっている。しかしこれは単純に各会計を足した総額であり、会計間の重複計上を除いた純計額は約207.9兆円である。更にうち89.7兆円ほどは国債償還費となっている。
| 特別会計名称         | 所管                                     | 勘定一覧                                                                                                   | 令和6年度当初予算歳出規模 （千円） |
| -------------------- | ---------------------------------------- | --- | ---------------------------------- |
| 交付税及び譲与税配付 | 内閣府、総務省及び財務省                 | | 51,867,147,211                     |
| 地震再保険           | 財務省                                   | | 113,328,344                        |
| 国債整理基金         | 財務省                                   | | 225,138,987,191                    |
| 外国為替資金         | 財務省                                   | | 1,317,220,070                      |
| 財政投融資           | 財務省及び国土交通省                     | 財政融資資金勘定/投資勘定/特定国有財産整備勘定（旧特定国有財産整備特別会計）                               | 26,641,428,476                     |
| エネルギー対策       | 内閣府、文部科学省、経済産業省及び環境省 | エネルギー需給勘定/電源開発促進勘定/原子力損害賠償支援勘定                                                 | 15,995,851,644                     |
| 労働保険             | 厚生労働省                               | 労災勘定/雇用勘定/徴収勘定                                                                                 | 8,642,328,850                      |
| 年金                 | 内閣府及び厚生労働省                     | 基礎年金勘定/国民年金勘定/厚生年金勘定/健康勘定/子ども・子育て支援勘定/業務勘定                            | 103,218,370,069                    |
| 食料安定供給         | 農林水産省                               | 農業経営安定勘定/食糧管理勘定/農業再保険勘定/漁船再保険勘定/漁業共済保険勘定/業務勘定/国営土地改良事業勘定 | 1,515,817,277                      |
| 国有林野事業債務管理 | 農林水産省                               | | 340,114,714                        |
| 特許                 | 経済産業省                               | | 152,115,252                        |
| 自動車安全           | 国土交通省                               | 自動車検査登録勘定/自動車事故対策勘定/空港整備勘定                                                         | 460,381,010                        |
| 東日本大震災復興     | 下記参照                                 | | 633,065,690                        |

東日本大震災復興特別会計は、国会、裁判所、会計検査院、内閣、内閣府、デジタル庁、復興庁、総務省、法務省、外務省、財務省、文部科学省、厚生労働省、農林水産省、経済産業省、国土交通省、環境省及び防衛省の共管である。
国の特別会計は、
1. 事業特別会計
2. 資金特別会計
3. 区分経理特別会計

の3種のみが認められている（財政法13条2項）。

#### 事業特別会計
事業特別会計とは、特定の事業をおこなう場合に設置される。便宜上、企業・保険事業・公共事業・行政的事業・融資事業の5つの区分に分けることができる。
- 融資事業は現在は廃止（廃止された融資事業を行なっていた特別会計の資金は統合された先の特別会計の勘定の中で管理されている。また、特別会計資金を用いる個々の事業で融資事業への資金貸付・出資を行なっているものがある。）

#### 資金特別会計
資金特別会計とは、特定の資金を保有してその運用を行う場合に設置される。主に財務省所管の特別会計であり、資金特別会計は2種類ある。
1. 外国為替資金特別会計
2. 財政投融資特別会計

#### 区分経理特別会計
区分経理特別会計（または単純特別会計）とは、他の会計と区分する必要がある場合に設置される。区分経理特別会計には3種類ある。
1. 剰余金処理がすべて全額翌年度に繰り越しになる、『特別会計に関する法律』の「剰余金の処理に関する共通ルール」の例外となる特別会計
  - 交付税及び譲与税配付金特別会計（総務省所管）
2. 一般会計の定率繰入や他の特別会計の余剰金など特定の歳入をもって国債整理という特定の歳出に充て一般の歳入歳出と区別して経理する単純特別会計
  - 国債整理基金特別会計（財務省所管）
3. 特定財源の歳入を一般の歳入に組み入れた後、必要額を一般の歳出から当会計の歳出に充て経理する特別会計
  - エネルギー対策特別会計
    - エネルギー需給勘定
      1. 燃料安定供給対策（経済産業省所管）
      2. エネルギー需給構造高度化対策（環境省所管）

    - 電源開発促進勘定
      1. 電源立地対策（経済産業省所管）
      2. 電源利用対策（文部科学省所管）

### 地方公共団体における特別会計
種類については、国とほぼ同じである。
自治体の水道事業などは地方財政法により特別会計による独立採算が義務づけられている。
例：東京都の特別会計（18会計）（公営企業会計（9会計）を除く）(令和6年度予算)
- 特別区財政調整
- 地方消費税清算
- 小笠原諸島生活再建資金
- 国民健康保険事業
- 母子父子福祉貸付資金
- 心身障害者扶養年金
- 地方独立行政法人東京都立病院機構貸付等事業
- 中小企業設備導入等資金
- 林業・木材産業改善資金助成
- 沿岸漁業改善資金助成
- と場
- 都営住宅等事業
- 都営住宅等保証金
- 都市開発資金
- 用地
- 公債費
- 臨海都市基盤整備事業
- 工業用水道事業清算

例：横浜市の特別会計（公営企業会計を除く）
- 国民健康保険事業費
- 介護保険事業費
- 後期高齢者医療事業費
- 港湾整備事業費
- 中央卸売市場費
- 中央と畜場費
- 母子父子寡婦福祉資金
- 勤労者福祉共済事業費
- 公害被害者救済事業費
- 市街地開発事業費
- 自動車駐車場事業費
- 新墓園事業費
- 風力発電事業費
- みどり保全創造事業費
- 公共事業用地費
- 市債金

## 特別会計の経理
多くの特別会計は、原則として独立採算制をとっており、歳出予算の繰越し・公債の発行・借入金等についての財政法上制限に対する特例が法定されているが、歳入について一般会計からの繰り入れなどがあり、必ずしも特別会計が一般会計から完全に独立しているとはいえない。
経理科目として「勘定」がある場合がある。勘定は特別会計中の特別会計ともいえるように、さらに特定の事業について概ね所管部局ごとに独立した経理管理が行なわれている。歴史的には、後述の国における特別会計改革以前から、統合された元の個々の特別会計は統合先の特別会計の勘定科目として新設され、統合以前と同様に管理され、個々の勘定を元の特別会計名で呼ぶことがある（例：道路整備特別会計）。統合により同一会計内の他勘定との繰入れ・繰出し操作がしやすくなっている。

## 国における特別会計改革
「行政改革の重要方針」として、平成17年12月24日、閣議決定されたものを述べる。
- 特別会計については資産・負債の差額が約45兆円といわれており、そのうち約20兆円について、今後5年間において、財政再建化へつなげる。
- 一覧性・総覧性をもって、国の財政状況を説明できるものとし、純計ベースで表示した予算資料を含め、透明性を高めるものとする。
- 「特別会計合理化法案（仮称）」により、特別会計法に定められた財政法上の例外規定（借入金規定や剰余金の繰越規定等）を整理し、会計情報については、その開示の内容及び要件を統一的に明示するとともに、企業会計に基づく、資産・負債も開示するものとする。みだりに特別会計が設置されると弊害が生ずるおそれがあることから、設置要件を厳格化する。既存の特別会計についても5年ごとの設立要否を見直す条項を導入するものとする。
- 各特別会計の見直しについては次のとおりである。
  - 道路整備、治水、港湾整備、空港整備、都市開発融通の5つの特別会計 - 平成20年度までに一本化 →社会資本整備事業特別会計
    - 空港整備 - 独立行政法人化を検討。
    - 空港整備特別会計に入る航空機燃料税 - 一般財源化を検討

  - 厚生、国民年金保険 - 平成19年度までに統合 →年金特別会計
    - 年金事務費 - 平成19年度より、一部に保険料を当てる恒久措置を行う

  - 船員保険 - 平成22年度をめどに健康保険部分を公法人等へ移管。
    - 労災・雇用保険部分 - 労働保険へ統合

  - 農業共済再保険、漁船再保険及漁業共済再保険 - 平成20年度までに統合を含め、再保険機能について検討
  - 森林保険 - 平成20年度までに独立行政法人化を検討
  - 国有林野事業勘定、治山勘定 - 平成18年4月に統合した上で、平成22年度までに借入金の処理等事業運営に必要な措置を講じつつ、一般会計へ統合または独立行政法人化を検討
  - 国営土地改良事業特別会計 - 平成20 年度までに一般会計への統合を検討
  - 食糧管理、農業経営基盤強化措置 - 平成19年度に統合し、一般会計へ統合または独立行政法人化を検討
  - 自動車損害賠償保障事業、自動車検査登録 - 平成20年度に統合し、一般会計へ統合または独立行政法人化を検討 →自動車安全特別会計
  - 国立高度医療専門センター - 平成22年度に国立がんセンターなどを独立行政法人化し廃止
  - 登記 - 登記所備付地図の財源確保を前提に平成22年度末をもって一般会計へ統合 →実施済
  - 特定国有財産整備 - 平成22年度をめどに一般会計へ統合
  - 電源開発促進対策
    - 石油及びエネルギー需給構造高度化対策 - 平成19年度までに立法化により統合
    - 電源開発促進税 - 特別会計に直入から一般会計から必要部分を繰り入れる方式に改める

  - 産業投資
    - 社会資本整備勘定 - 無利子貸付事業が終了するに伴い廃止
    - 産業投資勘定 - 平成20年度までに財政融資資金へ移管する

上記、閣議決定中の「特別会計合理化法案（仮称）」は2007年3月31日、特別会計に関する法律として公布され、2007年4月1日施行された（一部未施行）。このため、個々の特別会計を規定する根拠法が廃止され、特別会計は、特別会計に関する法律に一本化された。
平成20年度現在21ある特別会計を、「特別会計に関する法律」に基づき平成23年度までに17まで縮減される事が決まった。